# Pseudohercostomus sinensis
Pseudohercostomus sinensis är en tvåvingeart som beskrevs av Yang och Patrick Grootaert 1999. Pseudohercostomus sinensis ingår i släktet Pseudohercostomus och familjen styltflugor.
Artens utbredningsområde är Yunnan (Kina). Inga underarter finns listade i Catalogue of Life.